# Sopka Vysokaja
Sopka Vysokaja (englische Transkription von russisch Сопка Высокая Sopka Wysokaja, deutsch ‚Hoher Hügel‘) ist ein Hügel im ostantarktischen Königin-Marie-Land. Er ragt in den Obruchev Hills auf.
Russische Wissenschaftler benannten ihn deskriptiv.